# Бурлака Олексій Іванович
Олексій Іванович Бурлака (нар. 8 березня 1928 — ?) — український радянський діяч, новатор виробництва, бригадир бригади слюсарів-монтажників Луцького будівельного управління № 72 Волинської області. Депутат Верховної Ради УРСР 6—7-го скликань.

## Біографія
У 1944 році закінчив школу фабрично-заводського навчання у місті Харкові, здобув п'ятий розряд слюсаря.
Працював слюсарем, слюсарем-монтажником на будівництвах. У 1953 році переїхав до Луцька.
З 1956 року — бригадир бригади слюсарів-монтажників Луцького будівельного управління № 72 Волинської області.
Член КПРС.
Потім — на пенсії у місті Луцьку Волинської області.